# Grand Prix Japonii 1998
Wyniki Grand Prix Japonii, szesnastej rundy Mistrzostw Świata Formuły 1 w sezonie 1998.

## Lista startowa
| Nr | Kierowca              | Zespół                       | Samochód       | Silnik                | Opony |
| -- | --------------------- | ---------------------------- | -------------- | --------------------- | ----- |
| 1  | Jacques Villeneuve    | Winfield Williams            | Williams FW20  | Mecachrome 3,0l V10   | G     |
| 2  | Heinz-Harald Frentzen | Winfield Williams            | Williams FW20  | Mecachrome 3,0l V10   | G     |
| 3  | Michael Schumacher    | Scuderia Ferrari Marlboro    | Ferrari F300   | Ferrari 3,0l V10      | G     |
| 4  | Eddie Irvine          | Scuderia Ferrari Marlboro    | Ferrari F300   | Ferrari 3,0l V10      | G     |
| 5  | Giancarlo Fisichella  | Mild Seven Benetton Playlife | Benetton B198  | Playlife 3,0l V10     | B     |
| 6  | Alexander Wurz        | Mild Seven Benetton Playlife | Benetton B198  | Playlife 3,0l V10     | B     |
| 7  | David Coulthard       | West McLaren Mercedes        | McLaren MP4/13 | Mercedes 3,0l V10     | B     |
| 8  | Mika Häkkinen         | West McLaren Mercedes        | McLaren MP4/13 | Mercedes 3,0l V10     | B     |
| 9  | Damon Hill            | Benson & Hedges Jordan       | Jordan 198     | Mugen-Honda 3,0l V10  | G     |
| 10 | Ralf Schumacher       | Benson & Hedges Jordan       | Jordan 198     | Mugen-Honda 3,0l V10  | G     |
| 11 | Olivier Panis         | Gauloises Prost Peugeot      | Prost AP01     | Peugeot 3,0l V10      | B     |
| 12 | Jarno Trulli          | Gauloises Prost Peugeot      | Prost AP01     | Peugeot 3,0l V10      | B     |
| 14 | Jean Alesi            | Red Bull Sauber Petronas     | Sauber C17     | Petronas 3,0l V10     | G     |
| 15 | Johnny Herbert        | Red Bull Sauber Petronas     | Sauber C17     | Petronas 3,0l V10     | G     |
| 16 | Pedro Diniz           | Danka Zepter Arrows          | Arrows A19     | Arrows 3,0l V10       | B     |
| 17 | Mika Salo             | Danka Zepter Arrows          | Arrows A19     | Arrows 3,0l V10       | B     |
| 18 | Rubens Barrichello    | HSBC Stewart Ford            | Stewart SF2    | Ford Zetec-R 3,0l V10 | B     |
| 19 | Jos Verstappen        | HSBC Stewart Ford            | Stewart SF2    | Ford Zetec-R 3,0l V10 | B     |
| 20 | Ricardo Rosset        | PIAA Tyrrell                 | Tyrrell 026    | Ford Zetec-R 3,0l V10 | G     |
| 21 | Toranosuke Takagi     | PIAA Tyrrell                 | Tyrrell 026    | Ford Zetec-R 3,0l V10 | G     |
| 22 | Shinji Nakano         | Fondmetal Minardi Team       | Minardi M198   | Ford Zetec-R 3,0l V10 | B     |
| 23 | Esteban Tuero         | Fondmetal Minardi Team       | Minardi M198   | Ford Zetec-R 3,0l V10 | B     |
| Nr | Kierowca              | Zespół                       | Samochód       | Silnik                | Opony |

## Kwalifikacje
| P                       | Nr | Kierowca              | Konstruktor(-silnik) | Opony | Czas     | Odstęp   | Strata   |
| ----------------------- | -- | --------------------- | -------------------- | ----- | -------- | -------- | -------- |
| 1                       | 3  | Michael Schumacher    | Ferrari              | G     | 1:36.293 | -        | -        |
| 2                       | 8  | Mika Häkkinen         | McLaren-Mercedes     | B     | 1:36.471 | 0:00.178 | 0:00.178 |
| 3                       | 7  | David Coulthard       | McLaren-Mercedes     | B     | 1:37.496 | 0:01.025 | 0:01.203 |
| 4                       | 4  | Eddie Irvine          | Ferrari              | G     | 1:38.197 | 0:00.701 | 0:01.904 |
| 5                       | 2  | Heinz-Harald Frentzen | Williams-Mecachrome  | G     | 1:38.272 | 0:00.075 | 0:01.979 |
| 6                       | 1  | Jacques Villeneuve    | Williams-Mecachrome  | G     | 1:38.448 | 0:00.176 | 0:02.155 |
| 7                       | 10 | Ralf Schumacher       | Jordan-Mugen-Honda   | G     | 1:38.461 | 0:00.013 | 0:02.168 |
| 8                       | 9  | Damon Hill            | Jordan-Mugen-Honda   | G     | 1:38.603 | 0:00.142 | 0:02.310 |
| 9                       | 6  | Alexander Wurz        | Benetton-Playlife    | B     | 1:38.959 | 0:00.356 | 0:02.666 |
| 10                      | 5  | Giancarlo Fisichella  | Benetton-Playlife    | B     | 1:39.080 | 0:00.121 | 0:02.787 |
| 11                      | 15 | Johnny Herbert        | Sauber-Petronas      | G     | 1:39.234 | 0:00.154 | 0:02.941 |
| 12                      | 14 | Jean Alesi            | Sauber-Petronas      | G     | 1:39.448 | 0:00.214 | 0:03.155 |
| 13                      | 11 | Olivier Panis         | Prost-Peugeot        | B     | 1:40.037 | 0:00.589 | 0:03.744 |
| 14                      | 12 | Jarno Trulli          | Prost-Peugeot        | B     | 1:40.111 | 0:00.074 | 0:03.818 |
| 15                      | 17 | Mika Salo             | Arrows               | B     | 1:40.387 | 0:00.276 | 0:04.094 |
| 16                      | 18 | Rubens Barrichello    | Stewart-Ford         | B     | 1:40.502 | 0:00.115 | 0:04.209 |
| 17                      | 21 | Toranosuke Takagi     | Tyrrell-Ford         | G     | 1:40.619 | 0:00.117 | 0:04.326 |
| 18                      | 16 | Pedro Diniz           | Arrows               | B     | 1:40.687 | 0:00.068 | 0:04.394 |
| 19                      | 19 | Jos Verstappen        | Stewart-Ford         | B     | 1:40.943 | 0:00.256 | 0:04.650 |
| 20                      | 22 | Shinji Nakano         | Minardi-Ford         | B     | 1:41.315 | 0:00.372 | 0:05.022 |
| 21                      | 23 | Esteban Tuero         | Minardi-Ford         | B     | 1:42.358 | 0:01.043 | 0:06.065 |
| Nie zakwalifikowali się |    |                       |                      |       |          |          |          |
| -                       | 20 | Ricardo Rosset        | Tyrrell-Ford         | G     | 1:43.259 | 0:00.901 | 0:06.966 |
| P                       | Nr | Kierowca              | Konstruktor(-silnik) | Opony | Czas     | Odstęp   | Strata   |

## Wyścig
| Legenda oznaczeń w tabelach wyników Wyświetl szablon na nowej stronie | Legenda oznaczeń w tabelach wyników Wyświetl szablon na nowej stronie                                                                     |
| Oznaczenie                                                            | Wyjaśnienie |
| --------------------------------------------------------------------- | --- |
| Złoty                                                                 | Zwycięzca lub mistrzostwo |
| Srebrny                                                               | 2. miejsce lub wicemistrzostwo |
| Brązowy                                                               | 3. miejsce lub II wicemistrzostwo |
| Zielony                                                               | Ukończył, punktował (w klasyfikacji generalnej, gdy zdobył co najmniej jeden punkt na przestrzeni sezonu, poza trzema powyższymi opcjami) |
| Niebieski                                                             | Ukończył, nie punktował (w klasyfikacji generalnej, gdy nie zdobył co najmniej jednego punktu na przestrzeni sezonu)                      |
| Czerwony                                                              | Nie zakwalifikował się (NZ) |
| Czerwony                                                              | Nie prekwalifikował się (NPK) |
| Różowy                                                                | Nie ukończył (NU) |
| Różowy                                                                | Niesklasyfikowany (NS) (w klasyfikacji generalnej, gdy nie został sklasyfikowany w żadnym wyścigu sezonu)                                 |
| Czarny                                                                | Zdyskwalifikowany (DK) |
| Czarny                                                                | Wykluczony (WYK/EX) |
| Biały                                                                 | Nie wystartował (NW) |
| Biały                                                                 | Kontuzjowany (K/INJ) |
| Biały                                                                 | Wyścig odwołany (OD/C) |
| Bez koloru                                                            | Został wycofany (WYC/WD) |
| Bez koloru                                                            | Nie przybył (NP/DNA) |
| Bez koloru                                                            | Nie brał udziału w treningach (NT/DNP) |
| Bez koloru                                                            | Nie został zgłoszony (–) |
| Pogrubienie                                                           | Start z pole position |
| Kursywa                                                               | Najszybsze okrążenie wyścigu |
| †                                                                     | Nie ukończył, ale jego rezultat został zaliczony ze względu na przejechanie więcej niż 90% dystansu wyścigu.                              |
| *                                                                     | Sezon w trakcie |
| 1/2/3                                                                 | Punktowana pozycja w sprincie kwalifikacyjnym                                                                                             |
| Lista systemów punktacji Formuły 1                                    | |

| P                 | Nr | Kierowca | Konstruktor           | Opony               | Okr. | Czas / Strata | Komentarz              |                 |
| ----------------- | -- | -------- | --------------------- | ------------------- | ---- | ------------- | ---------------------- | --------------- |
| 1                 |    | 8        | Mika Häkkinen         | McLaren-Mercedes    | B    | 51            | 1h27m22s535            |                 |
| 2                 |    | 4        | Eddie Irvine          | Ferrari             | G    | 51            | 1h27m29s026(+0:06.491) |                 |
| 3                 |    | 7        | David Coulthard       | McLaren-Mercedes    | B    | 51            | 1h27m50s197(+0:27.662) |                 |
| 4                 |    | 9        | Damon Hill            | Jordan-Mugen-Honda  | G    | 51            | 1h28m36s026(+1:13.491) |                 |
| 5                 |    | 2        | Heinz-Harald Frentzen | Williams-Mecachrome | G    | 51            | 1h28m36s392(+1:13.857) |                 |
| 6                 |    | 1        | Jacques Villeneuve    | Williams-Mecachrome | G    | 51            | 1h28m38s402(+1:15.867) |                 |
| 7                 |    | 14       | Jean Alesi            | Sauber-Petronas     | G    | 51            | 1h28m58s588(+1:36.053) |                 |
| 8                 |    | 5        | Giancarlo Fisichella  | Benetton-Playlife   | B    | 51            | 1h29m03s837(+1:41.302) |                 |
| 9                 |    | 6        | Alexander Wurz        | Benetton-Playlife   | B    | 50            | - 1 okr.               |                 |
| 10                |    | 15       | Johnny Herbert        | Sauber-Petronas     | G    | 50            | - 1 okr.               |                 |
| 11                |    | 11       | Olivier Panis         | Prost-Peugeot       | B    | 50            | - 1 okr.               |                 |
| 12                |    | 12       | Jarno Trulli          | Prost-Peugeot       | B    | 48            | - 3 okr.               | silnik          |
| Niesklasyfikowani |    |          |                       |                     |      |               |                        |                 |
|                   |    | 22       | Shinji Nakano         | Minardi-Ford        | B    | 40            | - 11 okr.              | przepustnica    |
|                   |    | 3        | Michael Schumacher    | Ferrari             | G    | 31            | - 20 okr.              | opona           |
|                   |    | 21       | Toranosuke Takagi     | Tyrrell-Ford        | G    | 28            | - 23 okr.              | kolizja         |
|                   |    | 23       | Esteban Tuero         | Minardi-Ford        | B    | 28            | - 23 okr.              | kolizja         |
|                   |    | 18       | Rubens Barrichello    | Stewart-Ford        | B    | 25            | - 26 okr.              | hydraulika      |
|                   |    | 19       | Jos Verstappen        | Stewart-Ford        | B    | 21            | - 30 okr.              | skrzynia biegów |
|                   |    | 17       | Mika Salo             | Arrows              | B    | 14            | - 37 okr.              | hydraulika      |
|                   |    | 10       | Ralf Schumacher       | Jordan-Mugen-Honda  | G    | 13            | - 38 okr.              | silnik          |
|                   |    | 16       | Pedro Diniz           | Arrows              | B    | 2             | - 49 okr.              | poślizg         |
| P                 | Nr | Kierowca | Konstruktor           | Opony               | Okr. | Czas / Strata | Komentarz              |                 |

## Najszybsze okrążenia
| P  | Nr | Kierowca              | Konstruktor         | Opony | Okr. | Czas     | Odstęp   | Strata   |
| -- | -- | --------------------- | ------------------- | ----- | ---- | -------- | -------- | -------- |
| 1  | 3  | Michael Schumacher    | Ferrari             | G     | 19   | 1:40.190 | -        | -        |
| 2  | 8  | Mika Häkkinen         | McLaren-Mercedes    | B     | 35   | 1:40.426 | 0:00.236 | 0:00.236 |
| 3  | 4  | Eddie Irvine          | Ferrari             | G     | 36   | 1:40.870 | 0:00.444 | 0:00.680 |
| 4  | 7  | David Coulthard       | McLaren-Mercedes    | B     | 42   | 1:40.905 | 0:00.035 | 0:00.715 |
| 5  | 1  | Jacques Villeneuve    | Williams-Mecachrome | G     | 40   | 1:42.273 | 0:01.368 | 0:02.083 |
| 6  | 9  | Damon Hill            | Jordan-Mugen-Honda  | G     | 38   | 1:42.275 | 0:00.002 | 0:02.085 |
| 7  | 2  | Heinz-Harald Frentzen | Williams-Mecachrome | G     | 36   | 1:42.331 | 0:00.056 | 0:02.141 |
| 8  | 5  | Giancarlo Fisichella  | Benetton-Playlife   | B     | 20   | 1:42.335 | 0:00.004 | 0:02.145 |
| 9  | 14 | Jean Alesi            | Sauber-Petronas     | G     | 31   | 1:42.357 | 0:00.022 | 0:02.167 |
| 10 | 15 | Johnny Herbert        | Sauber-Petronas     | G     | 38   | 1:42.858 | 0:00.501 | 0:02.668 |
| 11 | 10 | Ralf Schumacher       | Jordan-Mugen-Honda  | G     | 4    | 1:42.965 | 0:00.107 | 0:02.775 |
| 12 | 11 | Olivier Panis         | Prost-Peugeot       | B     | 49   | 1:43.073 | 0:00.108 | 0:02.883 |
| 13 | 12 | Jarno Trulli          | Prost-Peugeot       | B     | 42   | 1:43.164 | 0:00.091 | 0:02.974 |
| 14 | 6  | Alexander Wurz        | Benetton-Playlife   | B     | 18   | 1:43.447 | 0:00.283 | 0:03.257 |
| 15 | 22 | Shinji Nakano         | Minardi-Ford        | B     | 37   | 1:44.158 | 0:00.711 | 0:03.968 |
| 16 | 18 | Rubens Barrichello    | Stewart-Ford        | B     | 8    | 1:44.947 | 0:00.789 | 0:04.757 |
| 17 | 17 | Mika Salo             | Arrows              | B     | 14   | 1:45.304 | 0:00.357 | 0:05.114 |
| 18 | 21 | Toranosuke Takagi     | Tyrrell-Ford        | G     | 23   | 1:45.673 | 0:00.369 | 0:05.483 |
| 19 | 23 | Esteban Tuero         | Minardi-Ford        | B     | 21   | 1:45.792 | 0:00.119 | 0:05.602 |
| 20 | 19 | Jos Verstappen        | Stewart-Ford        | B     | 19   | 1:45.840 | 0:00.048 | 0:05.650 |
| 21 | 16 | Pedro Diniz           | Arrows              | B     | 2    | 1:46.099 | 0:00.259 | 0:05.909 |
| P  | Nr | Kierowca              | Konstruktor         | Opony | Okr  | Czas     | Odstęp   | Strata   |

## Klasyfikacja po wyścigu

### Kierowcy
| P  | +/− | Kierowca              | Starty | Punkty | P1 | P2 | P3 | PP | NO | NS |
| -- | --- | --------------------- | ------ | ------ | -- | -- | -- | -- | -- | -- |
| 1  | 0   | Mika Häkkinen         | 16     | 100    | 8  | 2  | 1  | 9  | 6  | 3  |
| 2  | 0   | Michael Schumacher    | 16     | 86     | 6  | 2  | 3  | 3  | 6  | 3  |
| 3  | 0   | David Coulthard       | 16     | 56     | 1  | 6  | 2  | 3  | 3  | 4  |
| 4  | 0   | Eddie Irvine          | 16     | 47     | -  | 3  | 5  | -  | -  | 3  |
| 5  | 0   | Jacques Villeneuve    | 16     | 21     | -  | -  | 2  | -  | -  | 3  |
| 6  | 0   | Damon Hill            | 16     | 20     | 1  | -  | -  | -  | -  | 5  |
| 7  | +2  | Heinz-Harald Frentzen | 16     | 17     | -  | -  | 1  | -  | -  | 4  |
| 8  | −-1 | Alexander Wurz        | 16     | 17     | -  | -  | -  | -  | 1  | 4  |
| 9  | −-1 | Giancarlo Fisichella  | 16     | 16     | -  | 2  | -  | 1  | -  | 5  |
| 10 | 0   | Ralf Schumacher       | 16     | 14     | -  | 1  | 1  | -  | -  | 7  |
| 11 | 0   | Jean Alesi            | 16     | 9      | -  | -  | 1  | -  | -  | 4  |
| 12 | 0   | Rubens Barrichello    | 16     | 4      | -  | -  | -  | -  | -  | 10 |
| 13 | 0   | Mika Salo             | 16     | 3      | -  | -  | -  | -  | -  | 11 |
| 14 | 0   | Pedro Diniz           | 16     | 3      | -  | -  | -  | -  | -  | 11 |
| 15 | 0   | Johnny Herbert        | 16     | 1      | -  | -  | -  | -  | -  | 8  |
| 16 | 0   | Jarno Trulli          | 16     | 1      | -  | -  | -  | -  | -  | 9  |
| 17 | 0   | Jan Magnussen         | 7      | 1      | -  | -  | -  | -  | -  | 4  |
| 18 | 0   | Shinji Nakano         | 16     | -      | -  | -  | -  | -  | -  | 6  |
| 19 | 0   | Esteban Tuero         | 16     | -      | -  | -  | -  | -  | -  | 12 |
| 20 | 0   | Ricardo Rosset        | 11     | -      | -  | -  | -  | -  | -  | 7  |
| 21 | 0   | Toranosuke Takagi     | 16     | -      | -  | -  | -  | -  | -  | 8  |
| 22 | 0   | Olivier Panis         | 16     | -      | -  | -  | -  | -  | -  | 8  |
| 23 | 0   | Jos Verstappen        | 9      | -      | -  | -  | -  | -  | -  | 6  |
| P  | +/− | Kierowca              | Starty | Punkty | P1 | P2 | P3 | PP | NO | NS |

### Konstruktorzy
| P  | +/− | Konstruktor         | Starty | Punkty | P1 | P2 | P3 | PP | NO | NS |
| -- | --- | ------------------- | ------ | ------ | -- | -- | -- | -- | -- | -- |
| 1  | 0   | McLaren-Mercedes    | 32     | 156    | 9  | 8  | 3  | 12 | 9  | 7  |
| 2  | 0   | Ferrari             | 32     | 133    | 6  | 5  | 8  | 3  | 6  | 6  |
| 3  | 0   | Williams-Mecachrome | 32     | 38     | -  | -  | 3  | -  | -  | 7  |
| 4  | +1  | Jordan-Mugen-Honda  | 32     | 34     | 1  | 1  | 1  | -  | -  | 12 |
| 5  | −1  | Benetton-Playlife   | 32     | 33     | -  | 2  | -  | 1  | 1  | 9  |
| 6  | 0   | Sauber-Petronas     | 32     | 10     | -  | -  | 1  | -  | -  | 12 |
| 7  | 0   | Arrows              | 32     | 6      | -  | -  | -  | -  | -  | 22 |
| 8  | 0   | Stewart-Ford        | 32     | 5      | -  | -  | -  | -  | -  | 20 |
| 9  | 0   | Prost-Peugeot       | 32     | 1      | -  | -  | -  | -  | -  | 17 |
| 10 | 0   | Minardi-Ford        | 32     | -      | -  | -  | -  | -  | -  | 18 |
| 11 | 0   | Tyrrell-Ford        | 27     | -      | -  | -  | -  | -  | -  | 15 |
| P  | +/− | Konstruktor         | Starty | Punkty | P1 | P2 | P3 | PP | NO | NS |